# Parc Nacional Laguna Blanca
El Parc Nacional Laguna Blanca és una àrea protegida situada al centre de la província del Neuquén, departament Zapala, a l'Argentina. L'àrea ocupa una extensió de 11.250 ha. La superfície del parc nacional Laguna Blanca se subdivideix en dues àrees de gestió: parc nacional amb 8.213 ha, i l'àrea protegida amb recursos gestionats amb 3.038 ha. El decret núm. 2149/90 del 10 d'octubre de 1990 va designar part de la primera àrea com a reserva natural estricta.
Va ser creada el 1940, amb l'objecte de protegir l'ecosistema de la Laguna Blanca, que alberga una de les poblacions més abundants de cignes de coll negre, al costat d'una gran varietat d'altres aus aquàtiques. També protegeix un ampli sector d'ecosistemes terrestres representatius de l'estepa patagona.
La protecció d'aquesta zona es deu també al fet que conté importants jaciments arqueològics d'origen maputxe. Aquestes restes estan disseminades i comprenen petits fragments de ceràmiques pertanyents a atuells i algunes puntes de fletxes i raspadors (indústria preceràmica bastant conservada), mans de morter fetes amb lava volcànica, com així també gran quantitat de resquills, realitzats en obsidiana (vidre volcànic) i sílices diverses.

## Flora i fauna

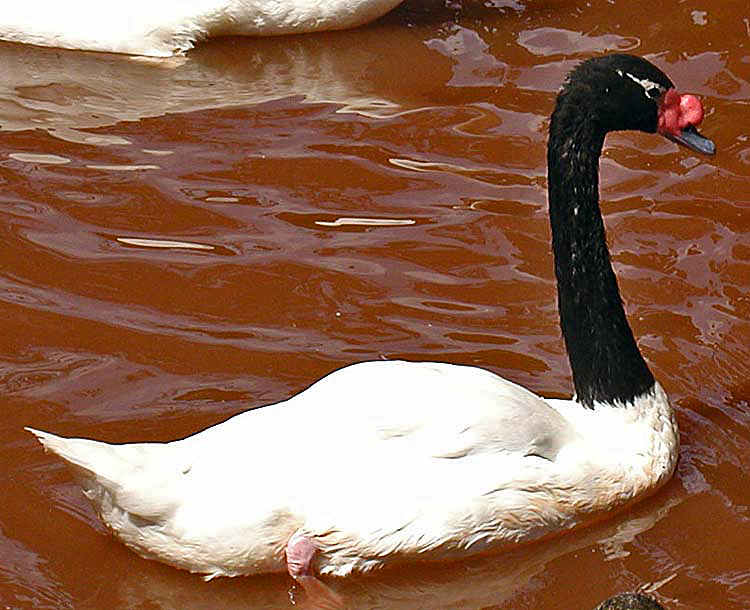
Cigne de coll negre

La Laguna Blanca està situada sobre el nivell del mar a 1.230 metres, amb una superfície aproximada de 1.700 hectàrees i amb un màxim en la seva profunditat de 10 metres. Arriben a la llacuna dos rierols d'escàs cabal, com són el del Llano Blanco i el Pichi-Ñireco. L'àrea ocupa una extensió d'11.200 ha.
Va ser creada el 1940, amb l'objecte de protegir l'ecosistema de la Laguna Blanca, que acull una de les poblacions més abundants de cignes de coll negre, al costat d'una gran varietat d'altres aus aquàtiques. També protegeix un ampli sector d'ecosistemes terrestres representatius de l'estepa patagona.
Flora: la Laguna Blanca està inclosa a la província fitogeogràfica Patagona. Dins d'aquesta, correspon al districte Occidental (domini Andinopatagònic).
Al parc predomina l'estepa arbustiva, baixa i espinosa, amb més quantitat d'arbustos xeròfils que gramínies. Poden distingir-se les següents unitats fisonòmiques:
Estepa arbustiva. Pot considerar-se la comunitat clímax, almenys a les zones més aviat planes.
Fauna: hi ha 17 mamífers natius i dos d'exòtics: la coneguda llebre europea (Lepus europaeus), i el conill (Oryctolagus cuniculus).De les 119 espècies albirades, 25 són nidificants.

## Habitants
Fins al segle xviii el territori estava habitat pels tehueltxes del grup Gününa küne; des d'aquesta època va començar la invasió maputxe procedent de l'oest dels Andes.
Els maputxes, com abans els patagons, es confeccionaven totes les eines de caça amb material del lloc, utilitzaven la roca, ossos i fusta. Els antics habitants s'alimentaven de la caça i de la pesca aprofitant les riqueses de la llacuna; a prop tenien els boscos d'araucàries. Recol·lectaven fruits i tenien com a aliment de preferència el guanac, que hi habitava en tota l'extensió.